# IC 3203
IC 3203 ist eine Spiralgalaxie vom Hubble-Typ Sb im Sternbild Haar der Berenike am Nordsternhimmel. Sie ist schätzungsweise 308 Millionen Lichtjahre von der Milchstraße entfernt und hat einen Durchmesser von etwa 140.000 Lichtjahren.
Im selben Himmelsareal befinden sich u. a. die Galaxien IC 3195, IC 3201, IC 3215, IC 3219.
Die Typ-IIb-Supernova SN 2003ac wurde hier beobachtet.
Das Objekt wurde am 23. März 1903 von Max Wolf entdeckt.